# Voulême
Voulême é uma comuna francesa na região administrativa da Nova Aquitânia, no departamento de Vienne. Estende-se por uma área de 11,12 km². Em 2010 a comuna tinha 390 habitantes (densidade: 35,1 hab./km²).